# Hugin (software)

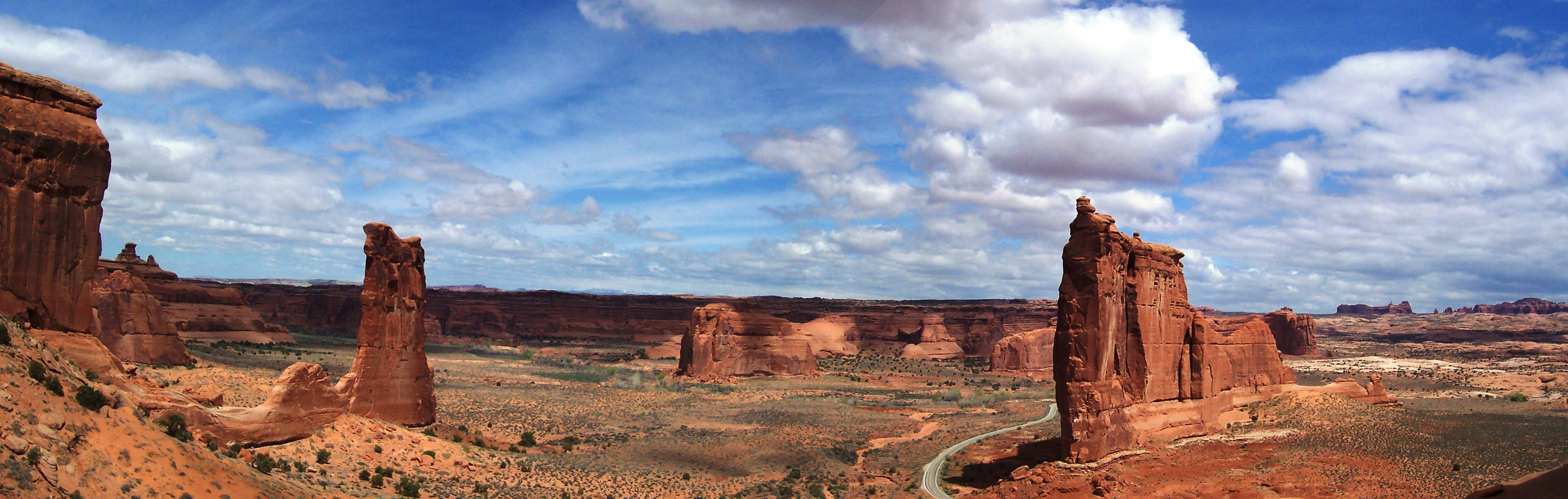
Una vista panoramica della Torre di Babele, Arches National Park, Utah

Hugin è un programma libero multipiattaforma per creare immagini panoramiche a partire da varie foto scattate secondo determinate regole.
È sviluppato da Pablo d'Angelo e altri, ed è essenzialmente un'interfaccia per enblend e per i panotools, entrambi strumenti software per creare foto panoramiche. L'incollaggio delle foto è eseguito a partire da foto che si sovrappongono parzialmente, usando dei punti di controllo per allineare e trasformare le foto in modo che siano adattate a formare un'unica grande immagine.
Hugin consente di creare facilmente (e anche automaticamente) i punti di controllo tra coppie di immagini, ottimizzare le deformazioni delle immagini attraverso una finestra di anteprima.

## Caratteristiche
Hugin e i programmi associati consentono di:
- sovrapporre più immagini per creare un unico panorama
- correggere foto panoramiche che sono imprecise a causa di macchine fotografiche panoramiche mal posizionate
- unire più foto di una immagine su un unico piano come ampi mosaici o murali ma anche immagini al microscopio
- trovare dei punti di controllo e ottimizzare i parametri con l'aiuto dell'assistente presente nel programma
- scegliere tra vari tipi di proiezioni nell'unire le immagini: equirettangolare (usata da molti visori sferici), Mercatore, cilindrica, stereografica, sinusoidale, ecc.
- correzioni fotometricamente avanzate e unione in modalità HDR.

## Grado di avanzamento dello sviluppo
Dopo quasi due anni di versione beta, Hugin è giunto (4 ottobre 2008) alla versione stabile 0.7.
Nelle estati 2007, 2008, 2009, 2010 ha partecipato al programma Google Summer of Code.